# Miłosierdzie św. Wawrzyńca
Miłosierdzie św. Wawrzyńca – obraz włoskiego malarza renesansowego Bernarda Strozziego.
Po przybyciu w 1630 roku do Wenecji Strozzi wzbogacił swoją gamę barw, a pod wpływem Veronesa począł stosować żywy chromatyzm. W swoich dziełach połączył cechy malarstwa flamandzkiego i weneckiego. Widoczne jest to w Miłosierdziu św Wawrzyńca powstałym w pierwszych latach pobytu artysty w Wenecji. Postać dziecka leżącego na podłodze ma cechy rubensowskie: wykonana jest silnymi i zmysłowymi pociągnięciami pędzla. Kompozycja opiera się na linii biegnącej z zewnątrz ku środkowi ku centralnemu ognisku.
Temat miłosierdzia św. Wawrzyńca był wielokrotnie podejmowany przez Strozziego. Obraz z kościoła San Niccolò jest późniejszą wersją. Temat świętego, w czasach artysty dopiero błogosławionego, był bardzo popularny w Wenecji, gdzie Wawrzyniec był jego pierwszym patriarchą.